# 一須賀古墳群
一須賀古墳群（いちすかこふんぐん）は、大阪府南河内郡河南町一須賀・東山、太子町葉室にある古墳群。国の史跡に指定されている。

## 概要
6世紀前半から7世紀中頃にかけて築かれた、23支群・総数262基からなる群集墳である。高安古墳群・平尾山古墳群とともに、大阪府における三大群集墳と呼ばれる。
墳形は、ほとんどが直径10メートルから20メートルの円墳であるが、方墳も一部見られる。埋葬施設は大半が横穴式石室であり、一部に木棺直葬、石棺式石室なども見られる。最大規模のWA1号墳（直径30メートルの円墳、現存しない）には、横穴式石室に組合せ式家型石棺が1体埋葬され、副葬品として須恵器、土師器、ミニチュア竈、純金製耳環、ガラス玉（青色34、黄色70）、金銅製冠片、金銅製履片、金銅装単龍環頭大刀柄頭片、馬具、環状金具、鉄刀、鉄刀子などが見つかっている。
かなりの古墳において、ミニチュア炊飯具型土器（調査された48基中14基）や韓式系土器が副葬されており、また、朝鮮半島の影響を受けたと見られる玄室の床面が羨道部の床面より低い構造をもつ横穴式古墳があることから、渡来系氏族、特に百済・漢人系氏族との関連が指摘されている。

## 経過
- 1966年（昭和41年）に上野勝巳が分布調査を行い、その結果を『古代学研究』46号に発表した。
- 昭和40年代（1965年～1974年）初めからの開発会社（大和団地）による宅地造成工事により、西側の約30基は消滅した。
- 大阪府教育委員会や河南町教育委員会は、宅地開発の事前調査や古墳の整備などで約70基の調査を実施した。
- 古墳群の重要性を認識した大阪府は、古墳の最も密集している区域29ヘクタールを開発会社より買収して、保存を図った。
- その後、大阪府は古墳102基のうち、32基を見学できるように整備するとともに、見学のための園路を設け、1986年（昭和61年）に大阪府立近つ飛鳥風土記の丘として一般に公開した。
- 1994年（平成6年）10月7日に、国の史跡に指定された。
- 発掘調査による出土品の一部は、隣接する大阪府立近つ飛鳥博物館において展示されている。

## ギャラリー

### D-4号墳

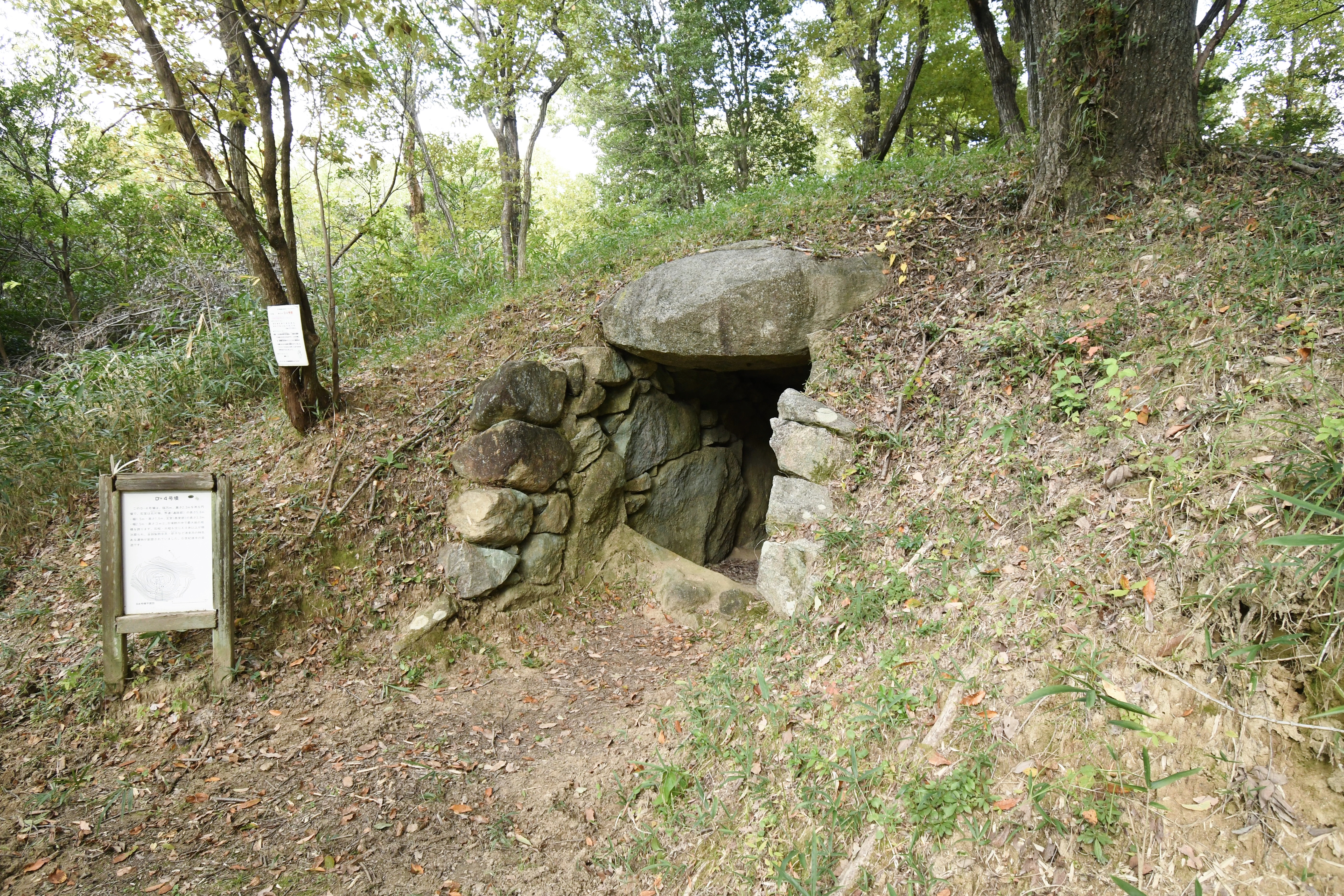
墳丘・石室開口部
石室俯瞰図
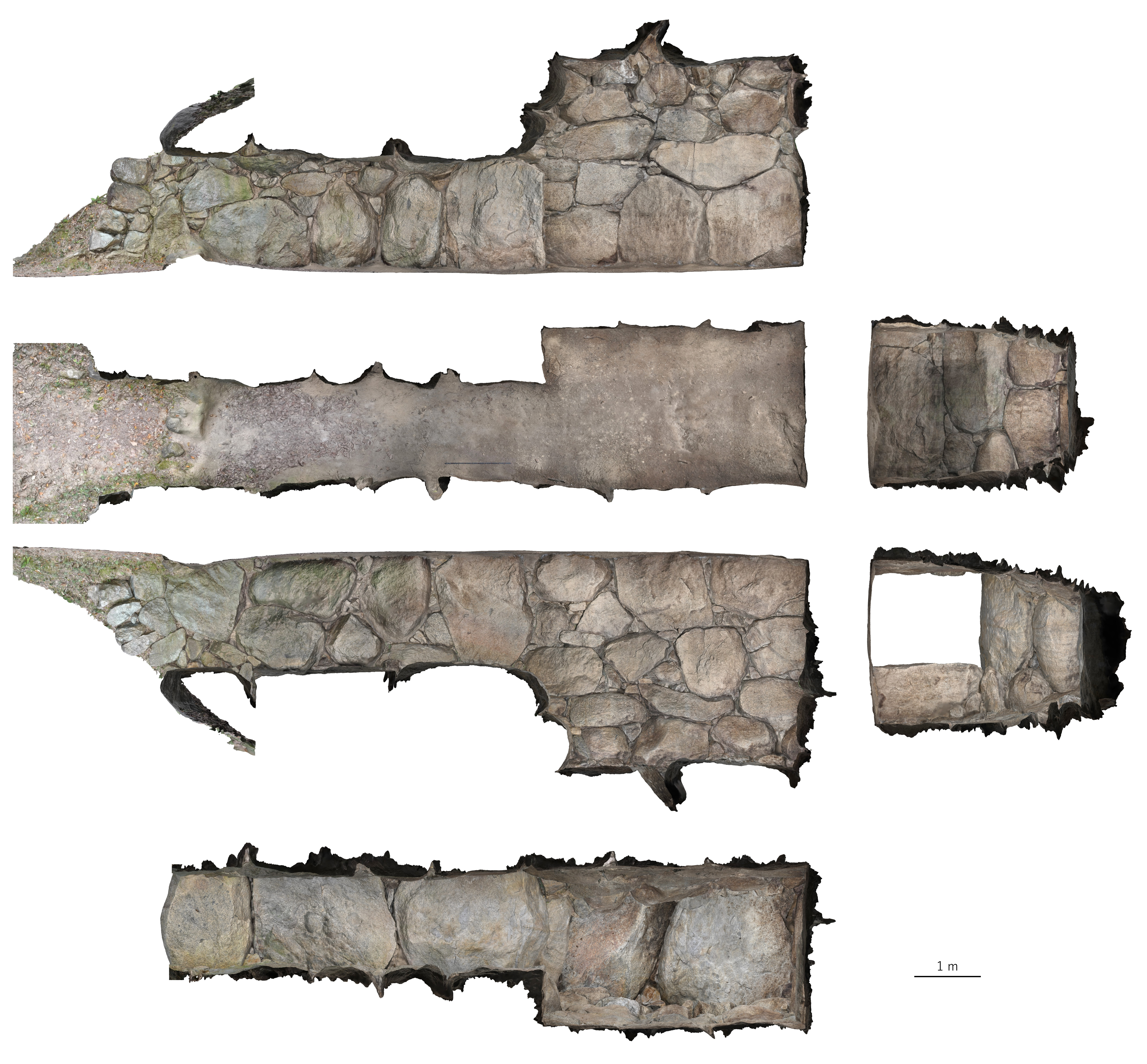
石室展開図
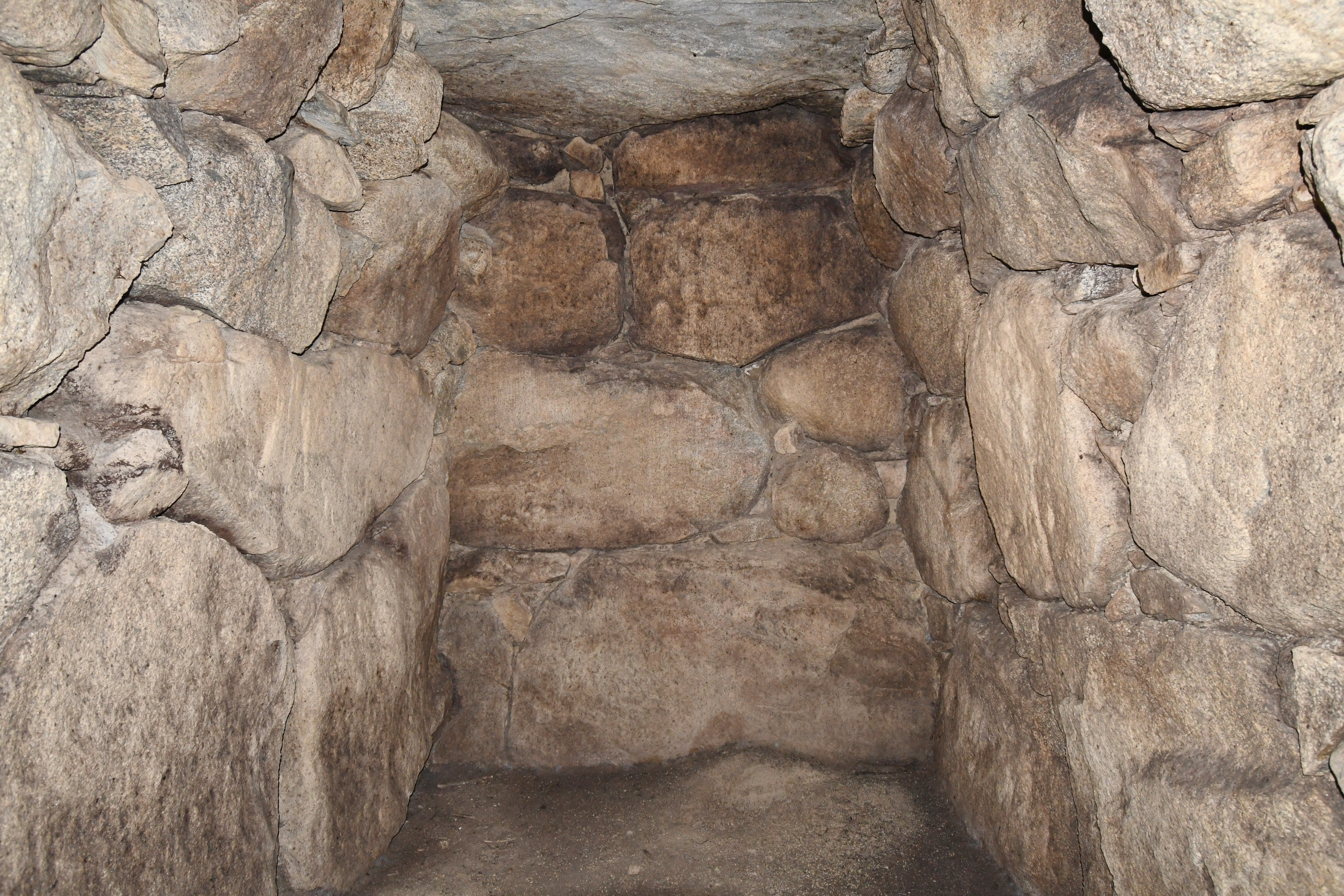
玄室（奥壁方向）
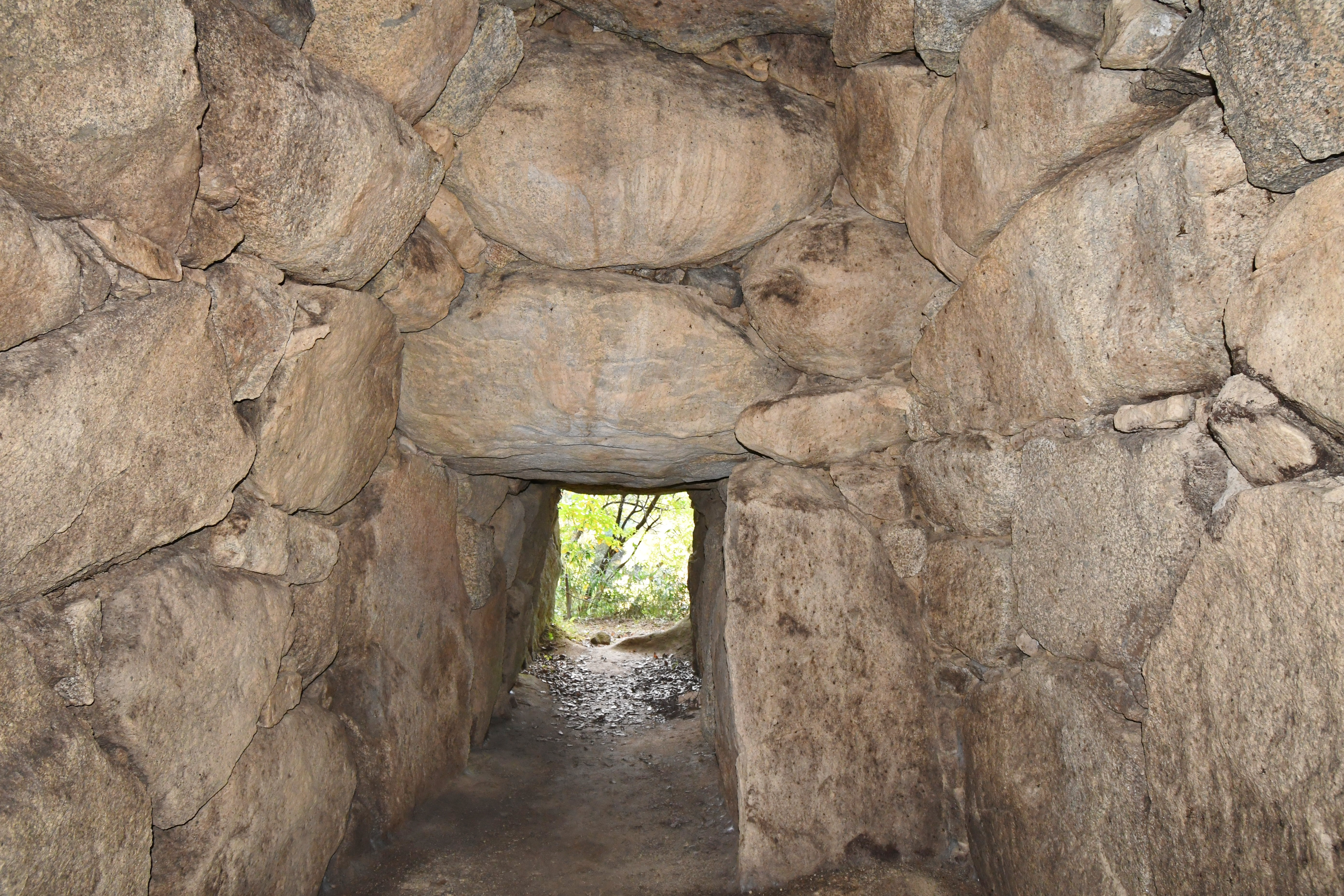
玄室（開口部方向）
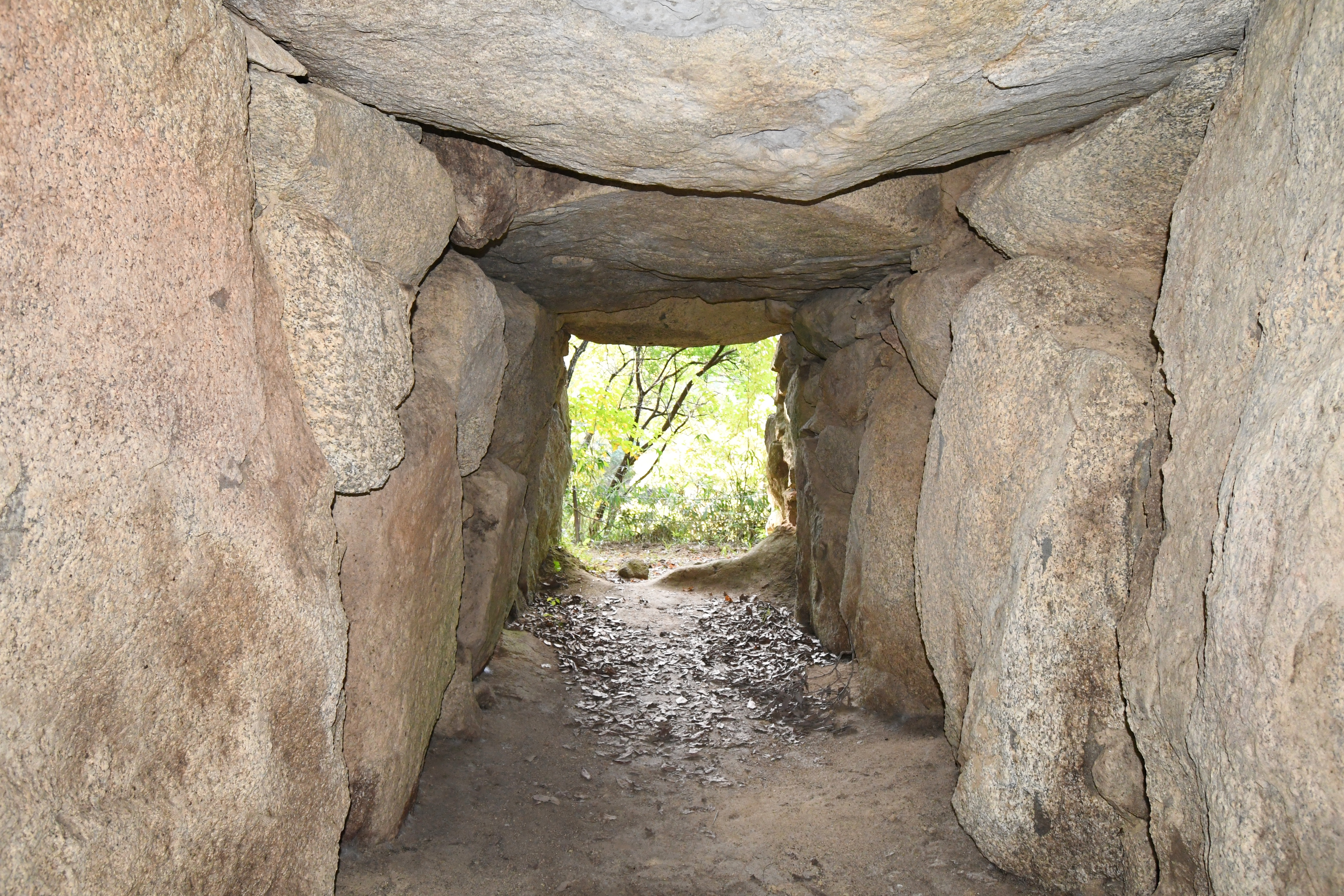
羨道（開口部方向）
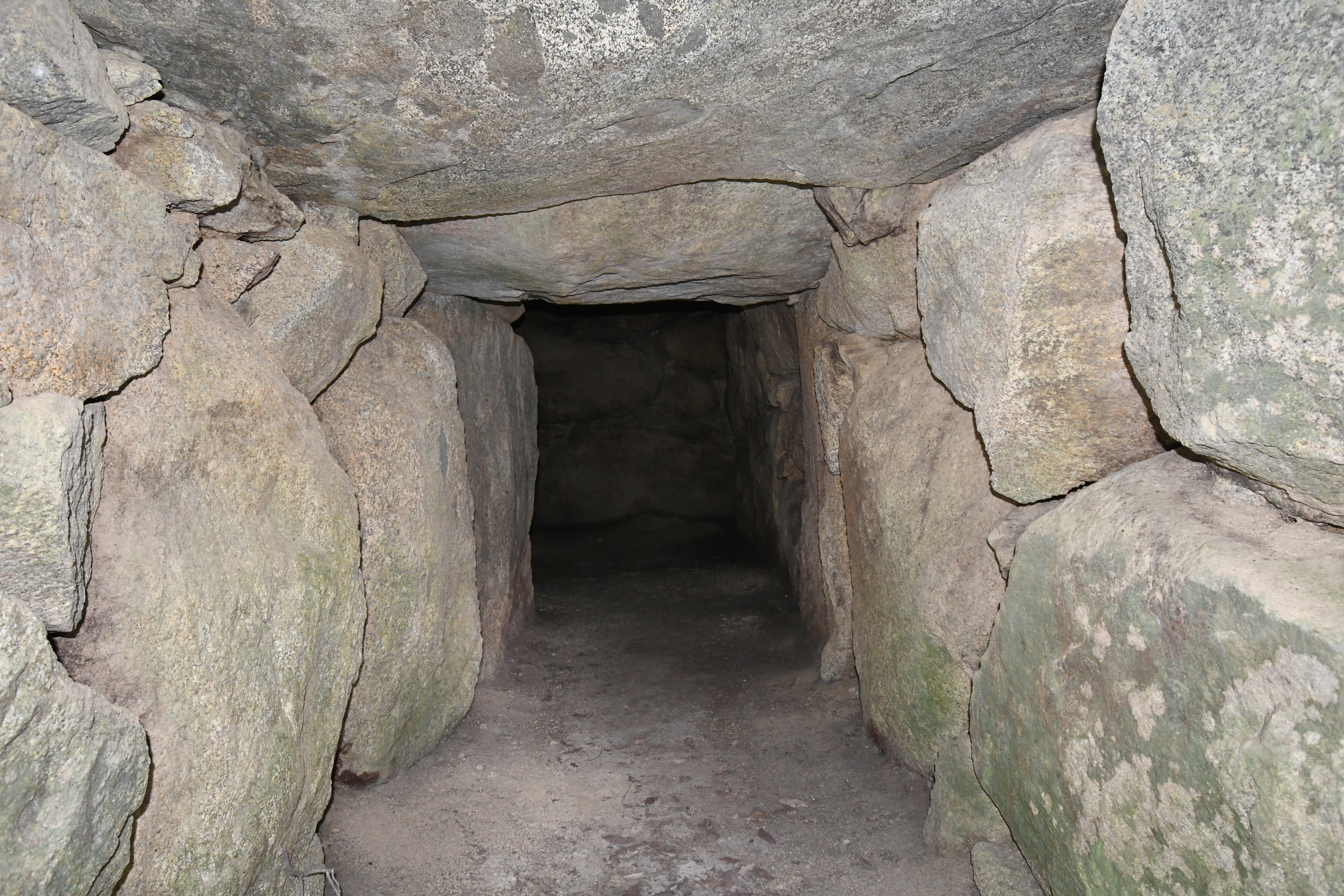
羨道（玄室方向）

### D-12号墳

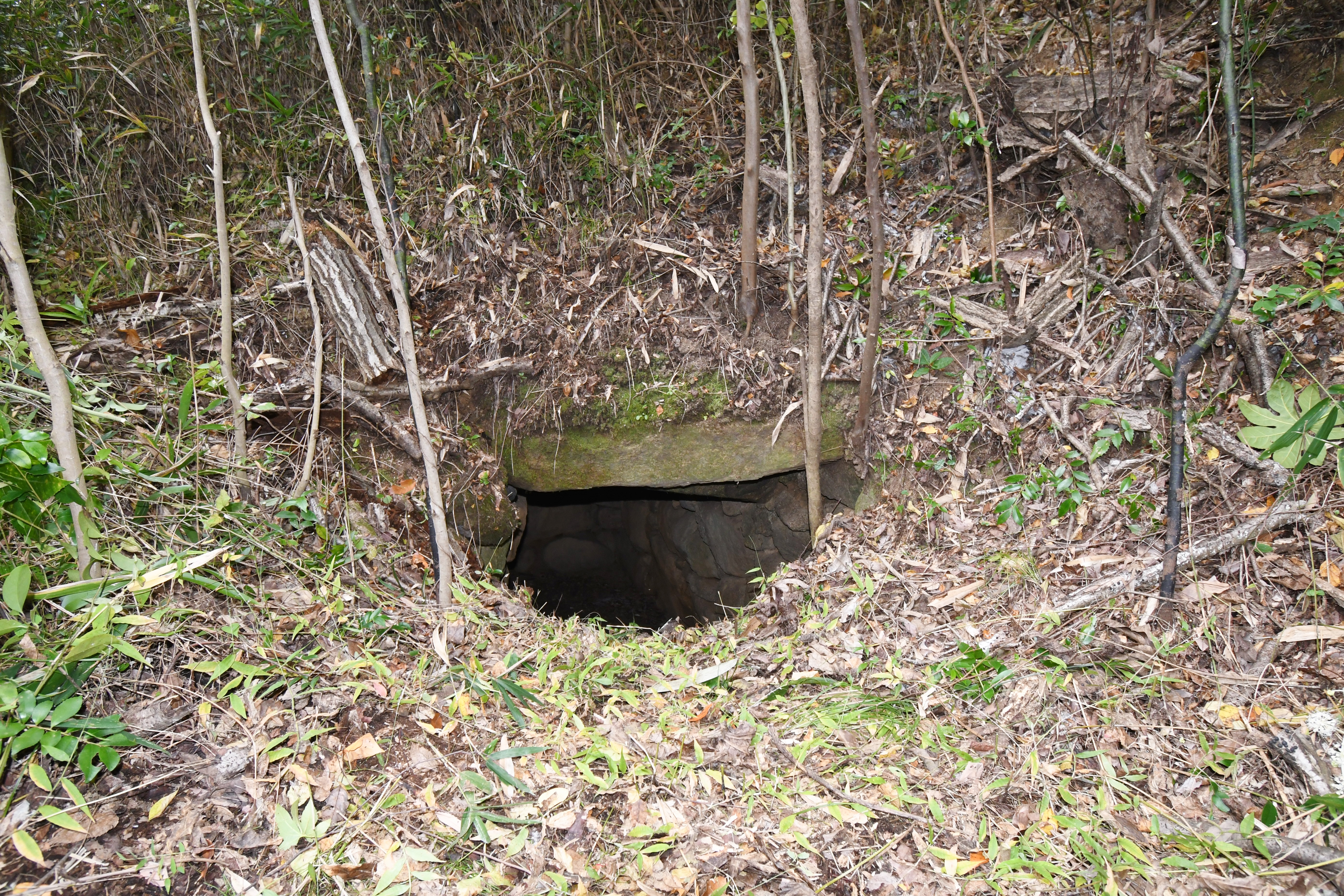
石室開口部
石室俯瞰図
石室展開図
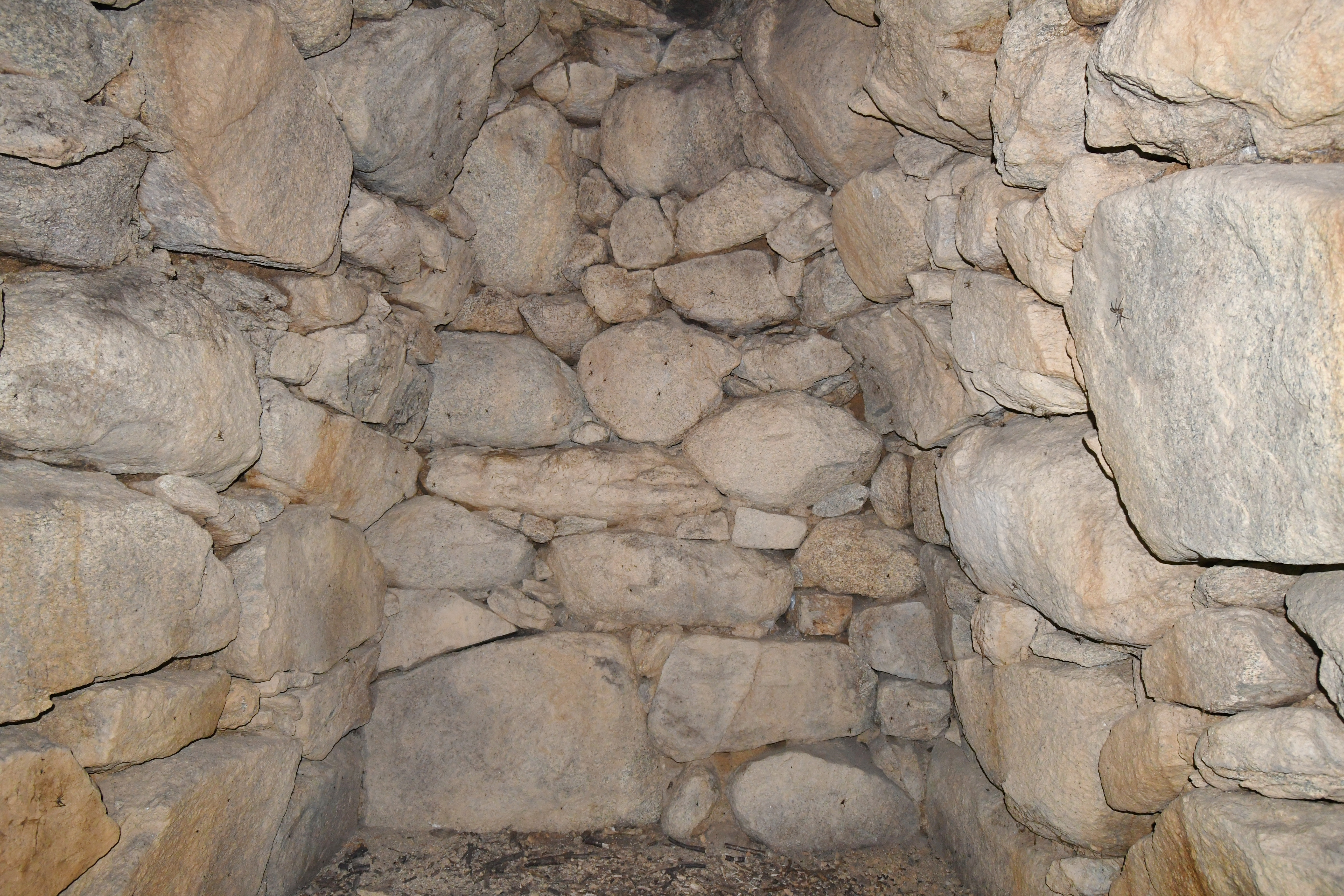
玄室（奥壁方向）
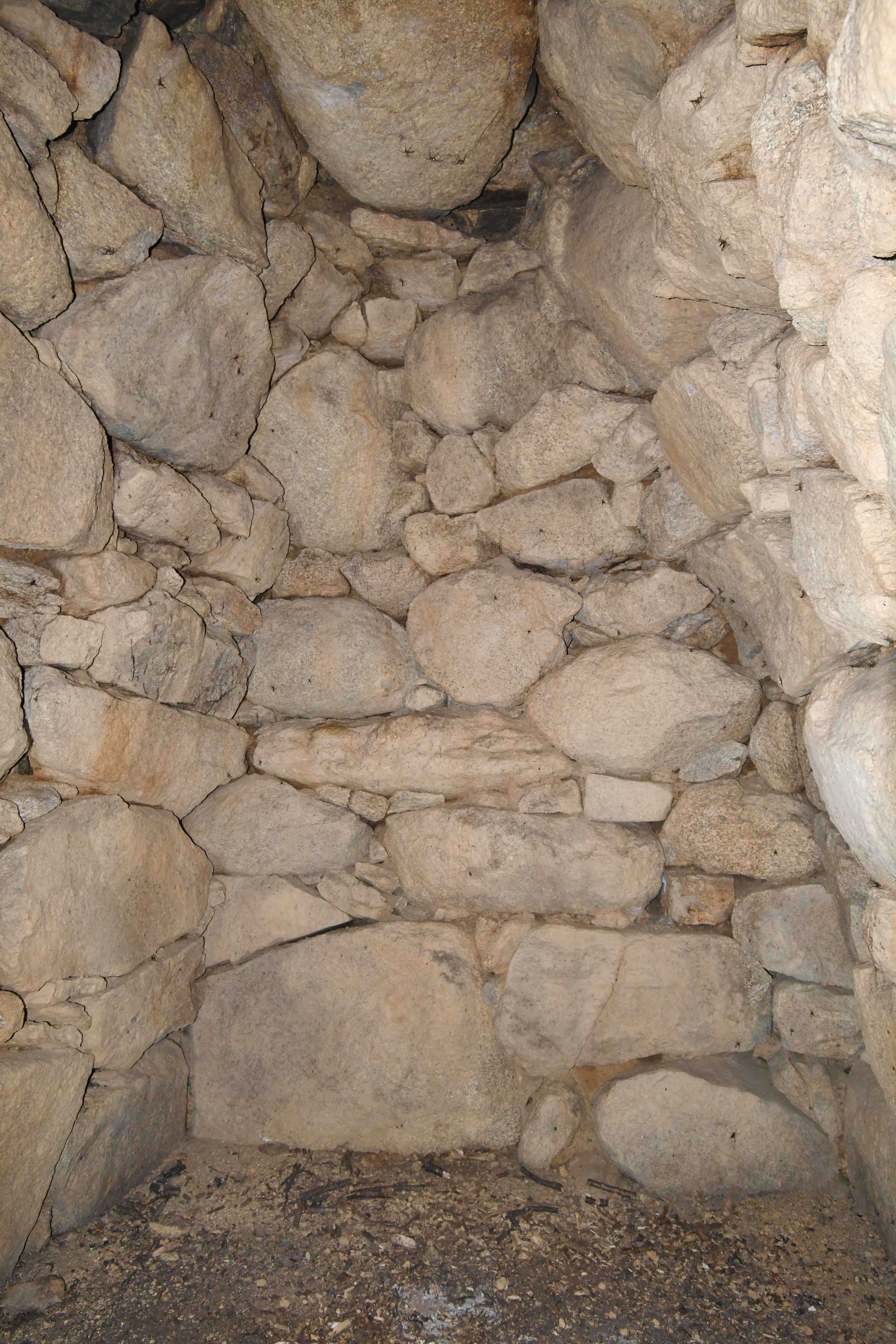
玄室（奥壁方向）
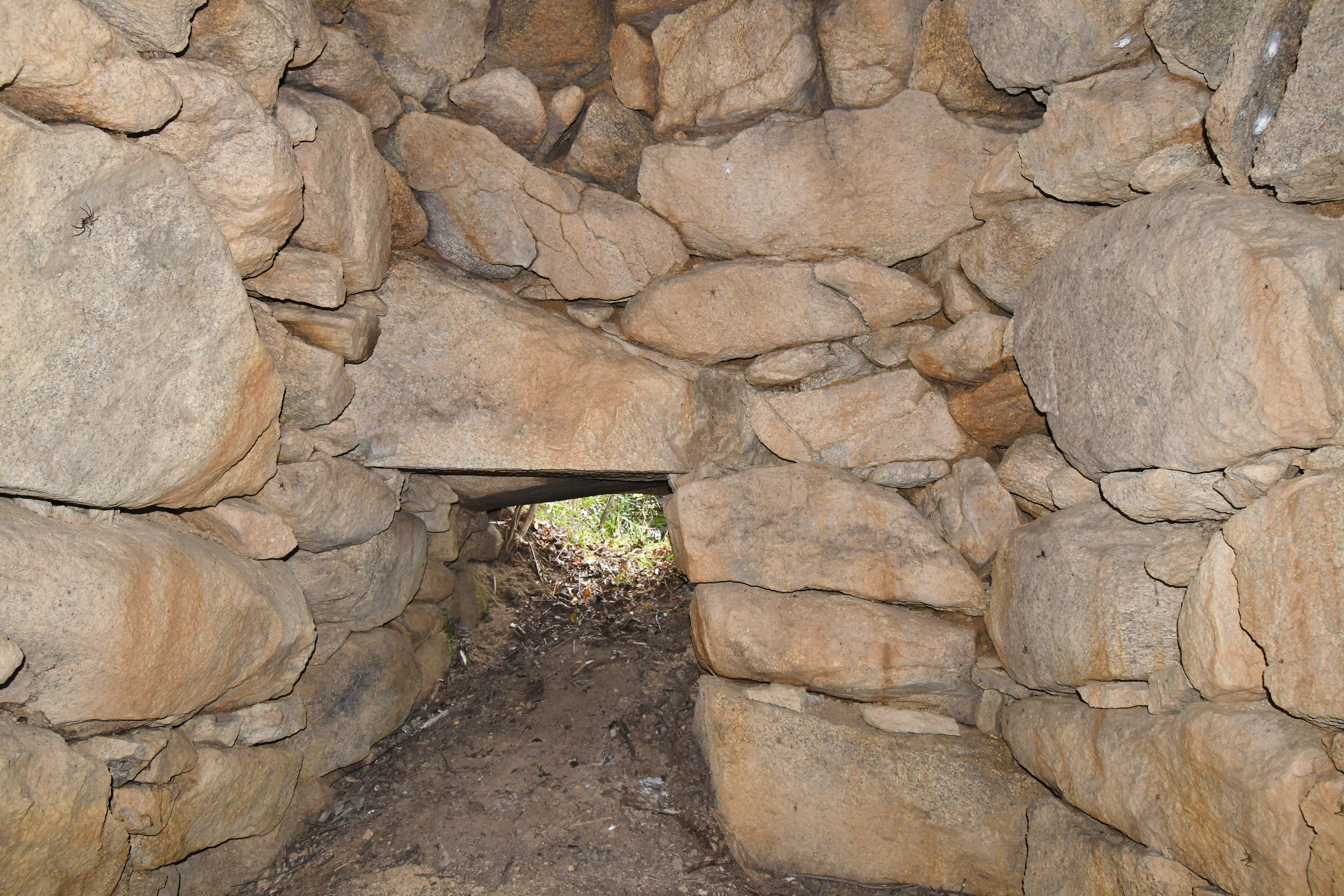
玄室（開口部方向）
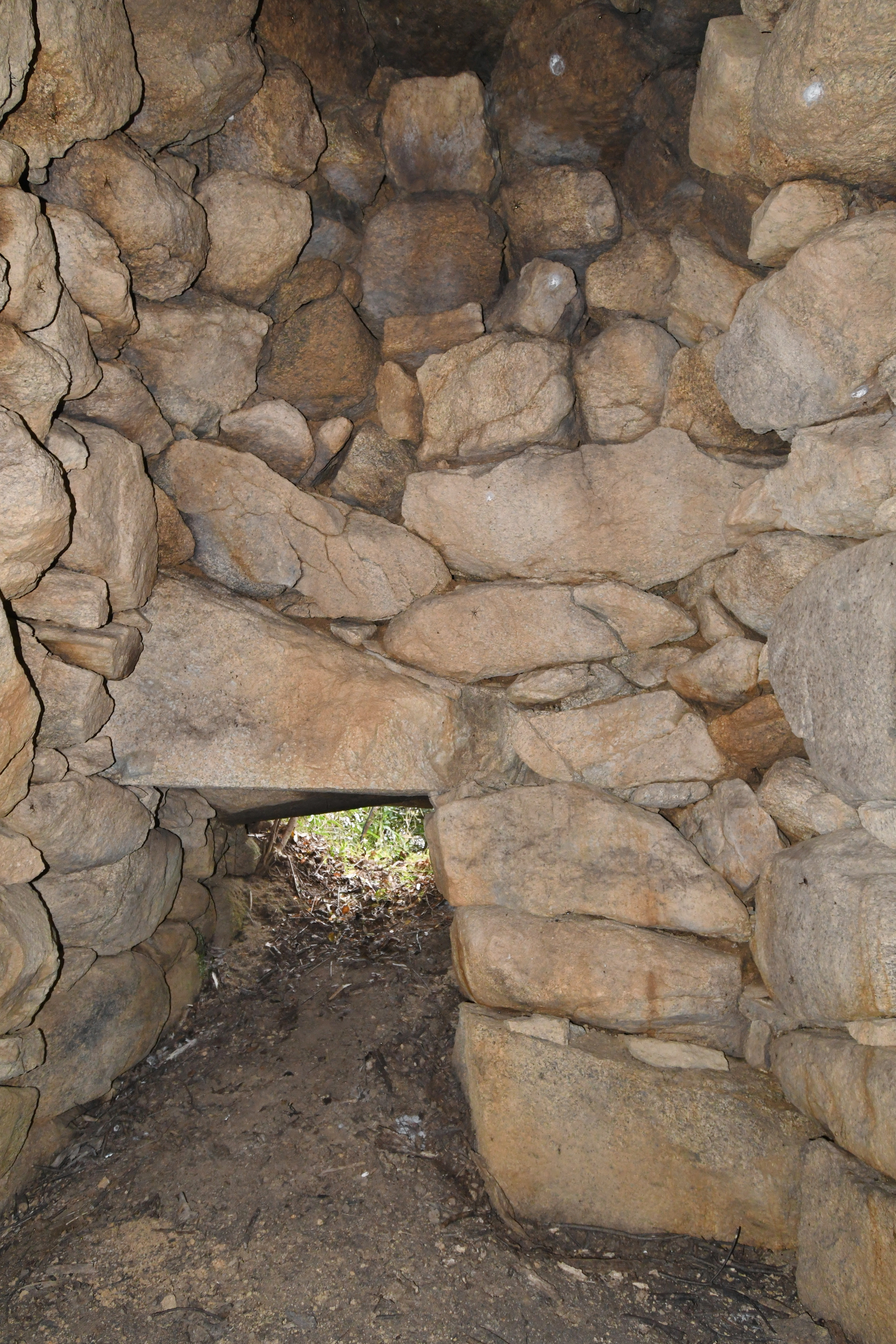
玄室（開口部方向）
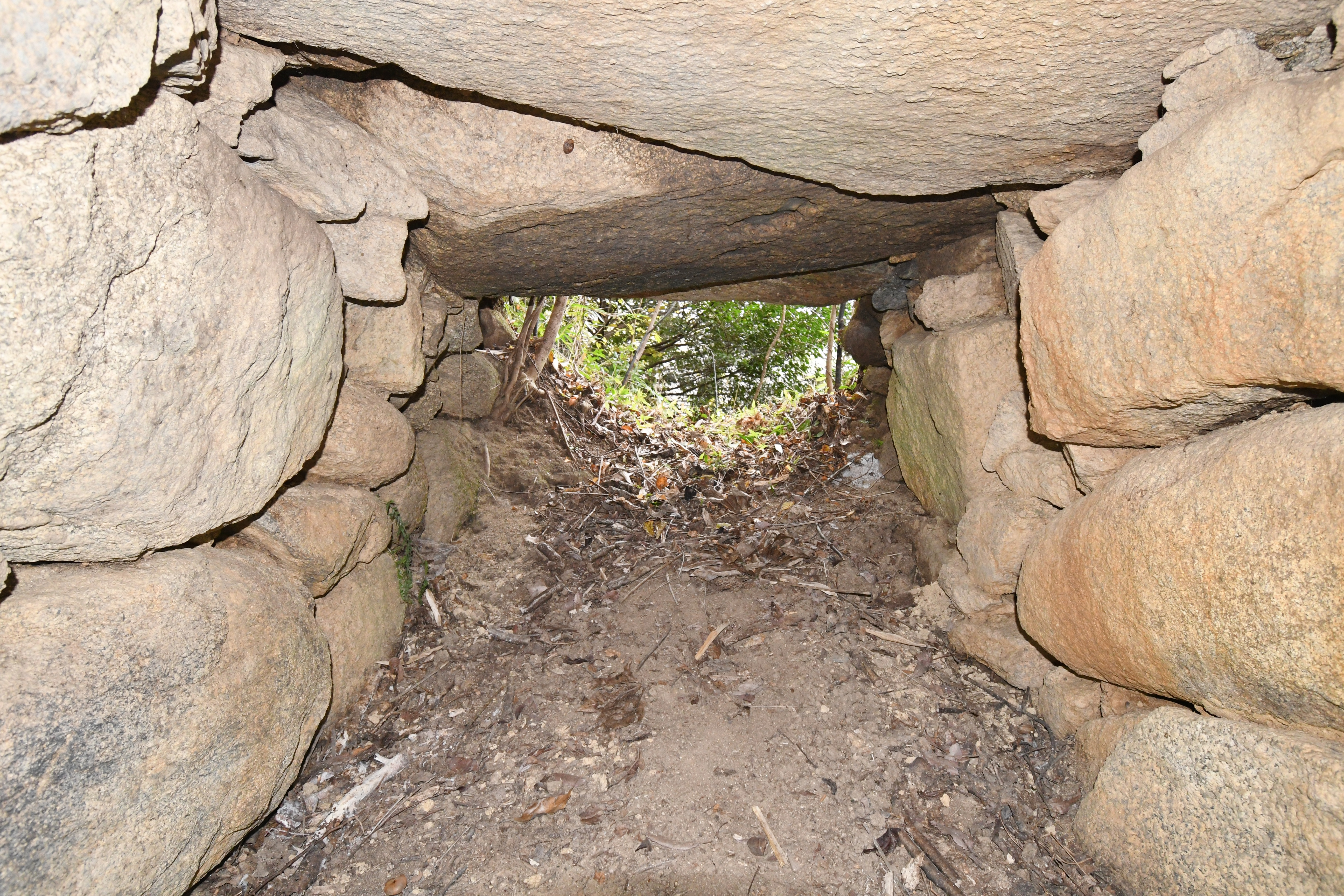
羨道（開口部方向）

### その他

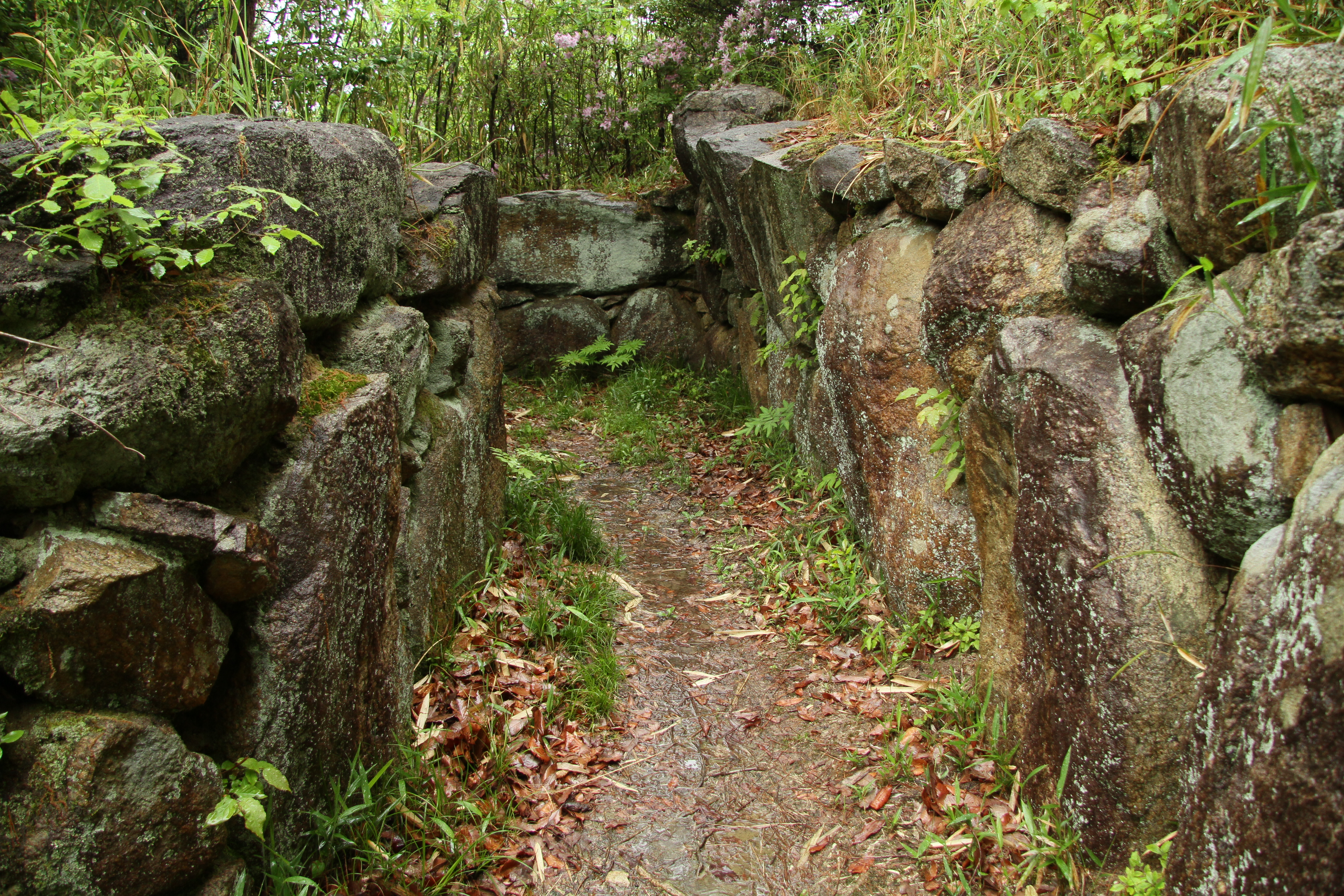
B-4号墳の横穴式石室
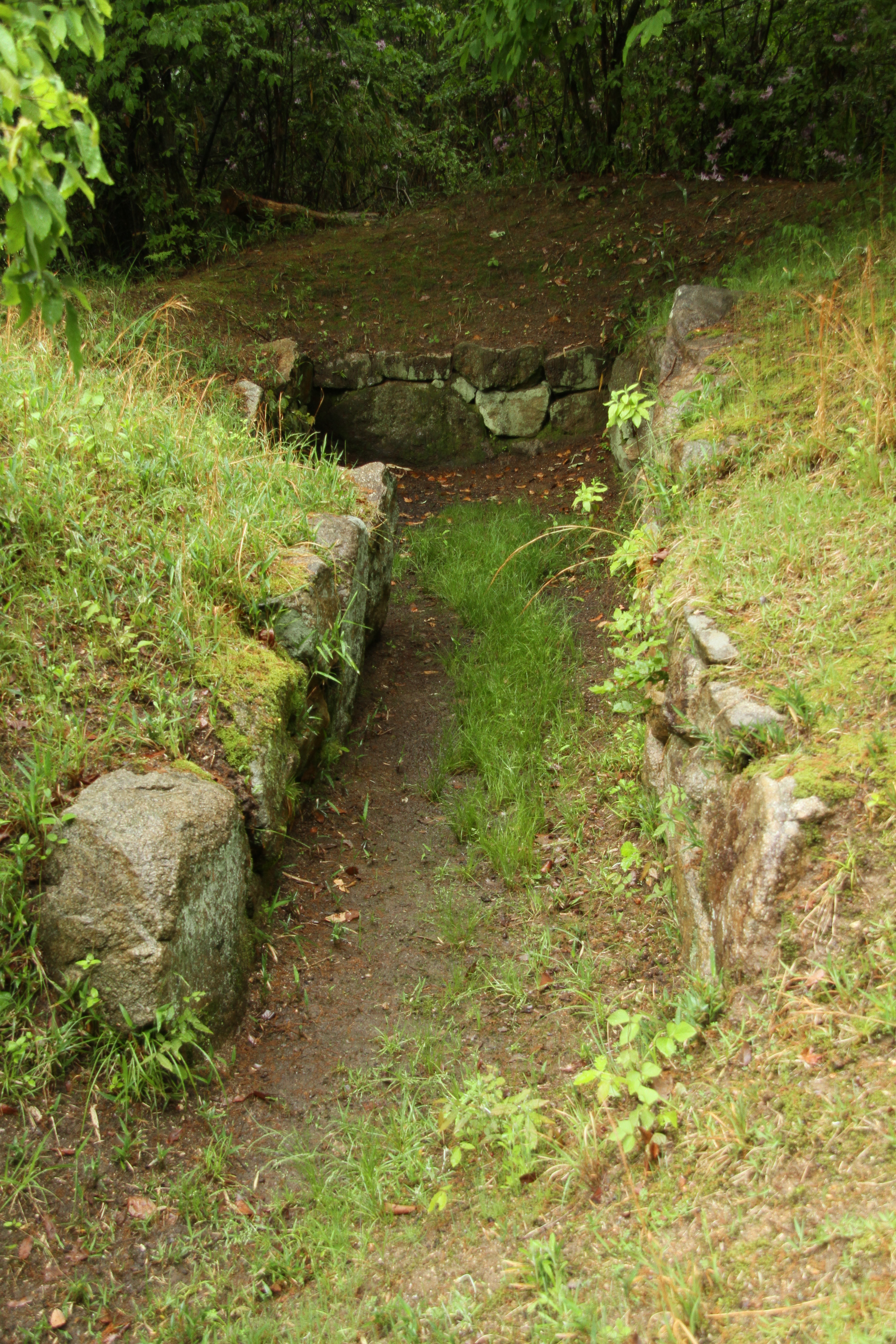
B-7号墳の横穴式石室
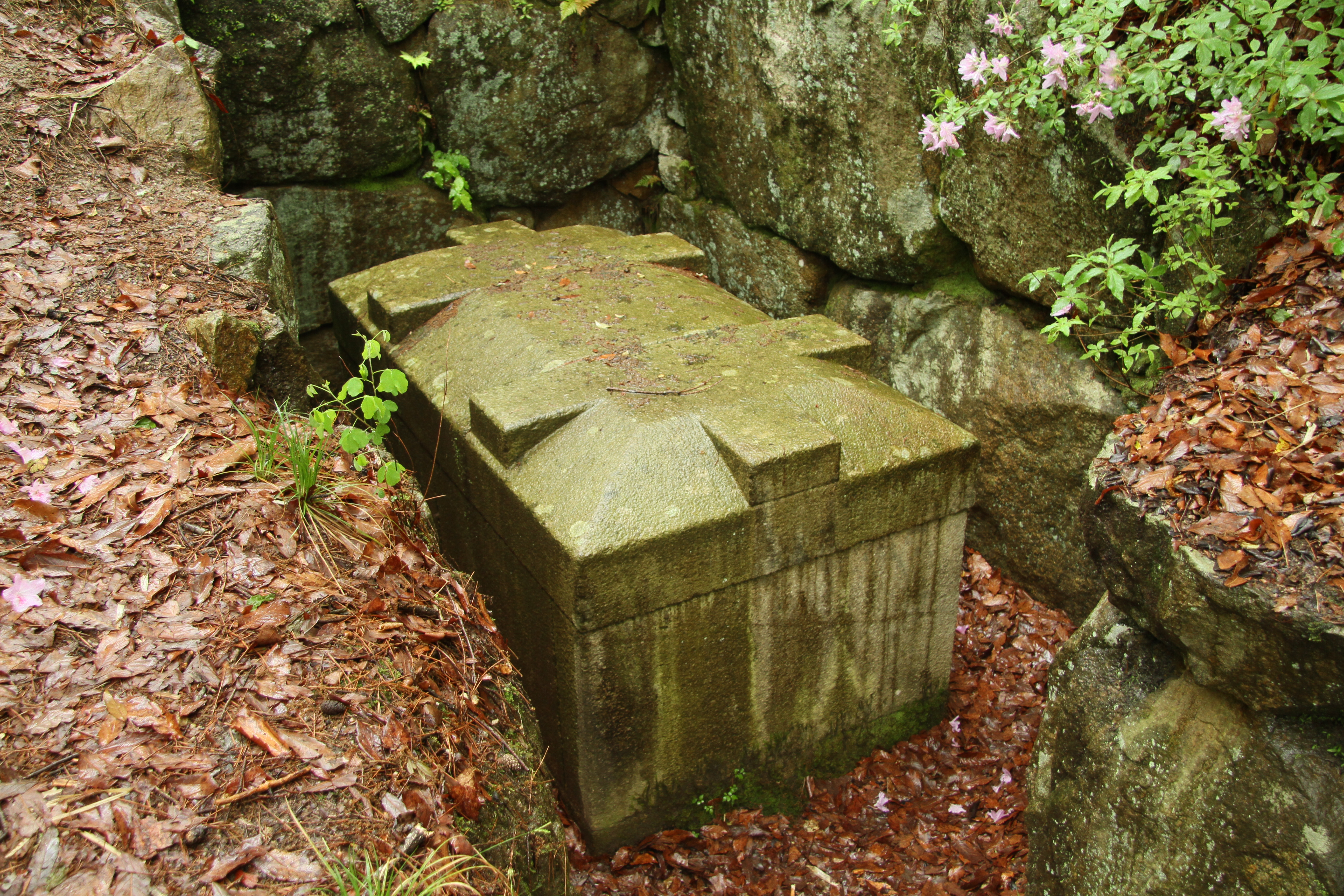
B-9号墳の横穴式石室と復元された家形石棺
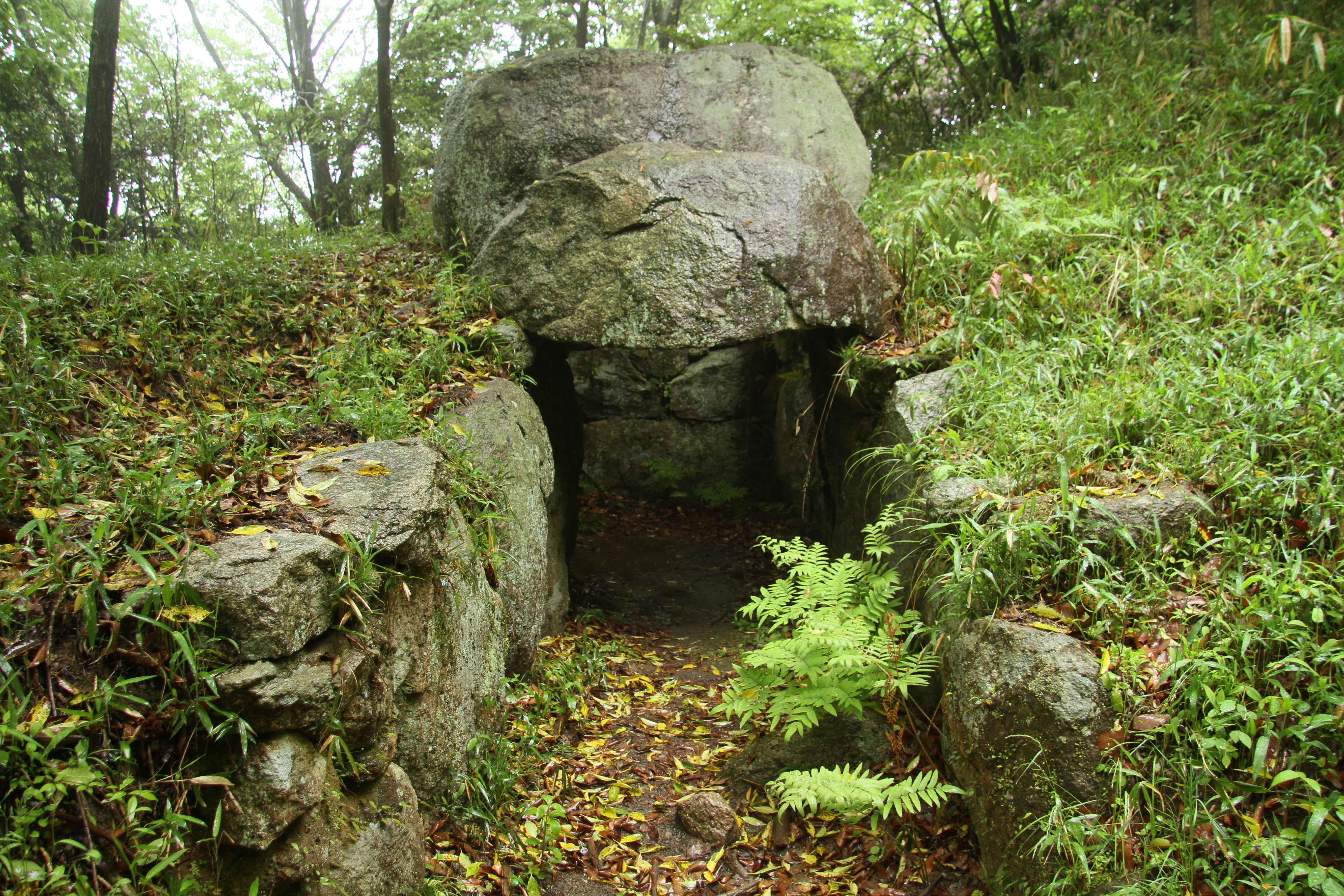
E-1号墳の横穴式石室
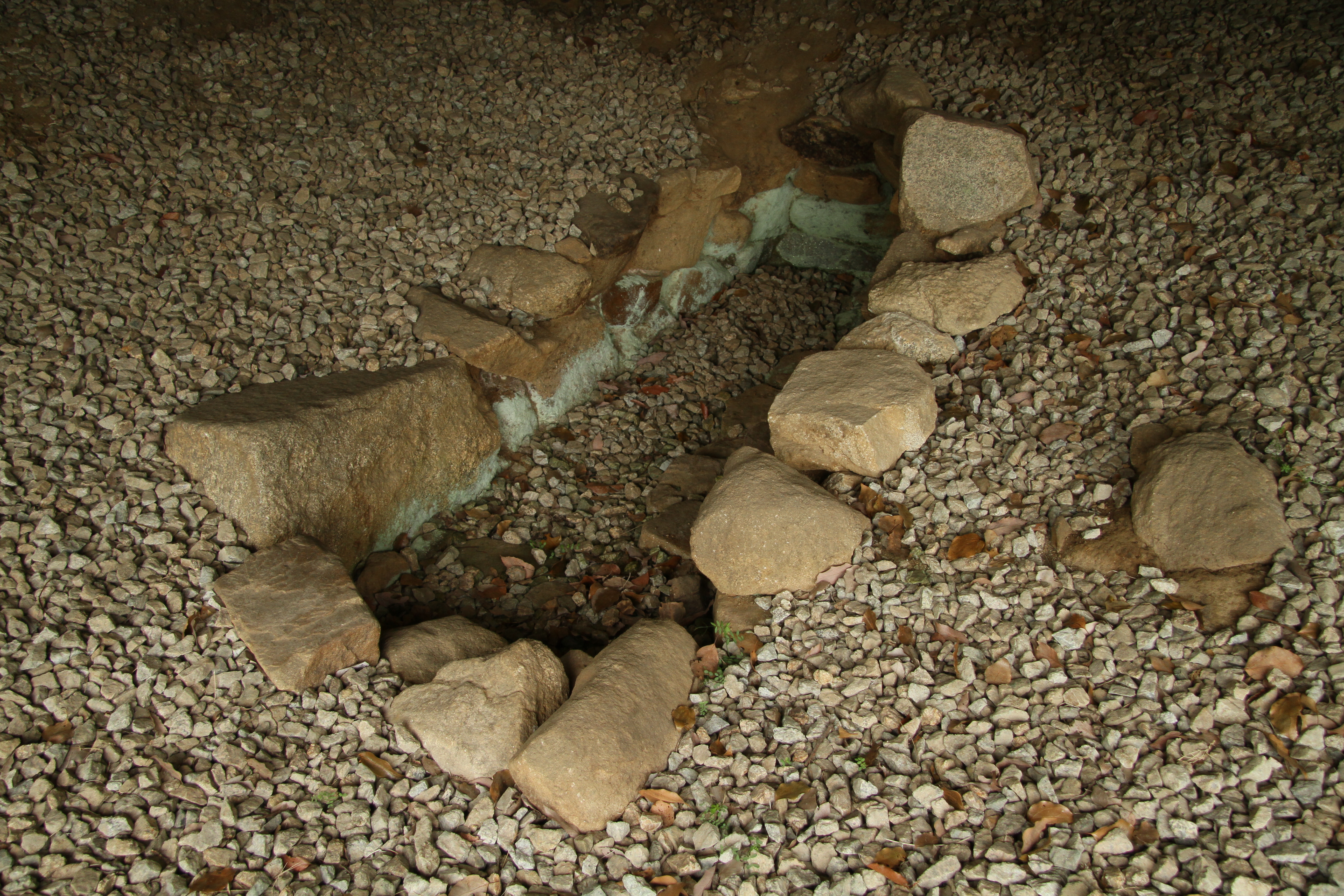
I-7号墳の横穴式石室底部
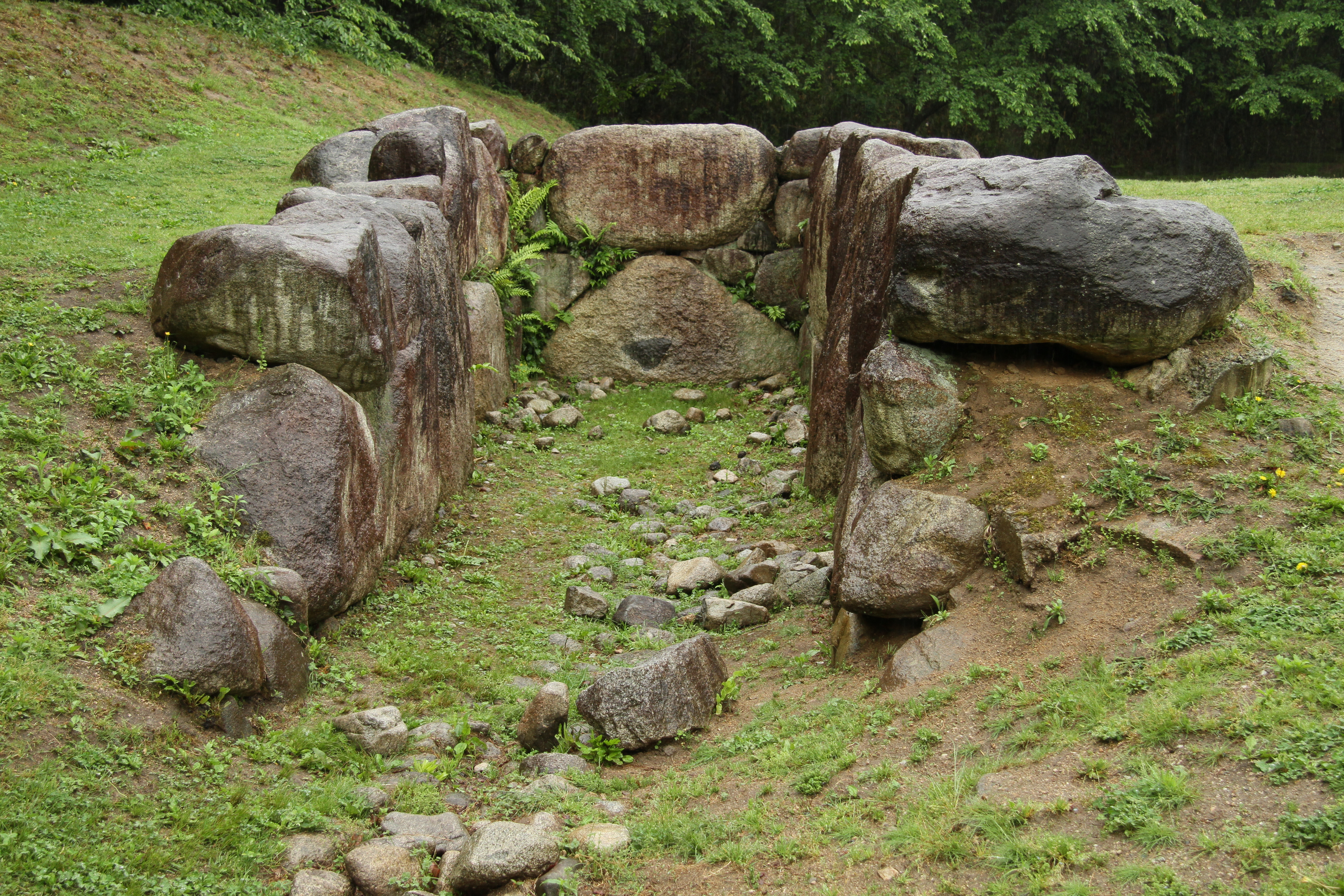
寛弘寺古墳群から移築された寛弘寺45号墳の横穴式石室
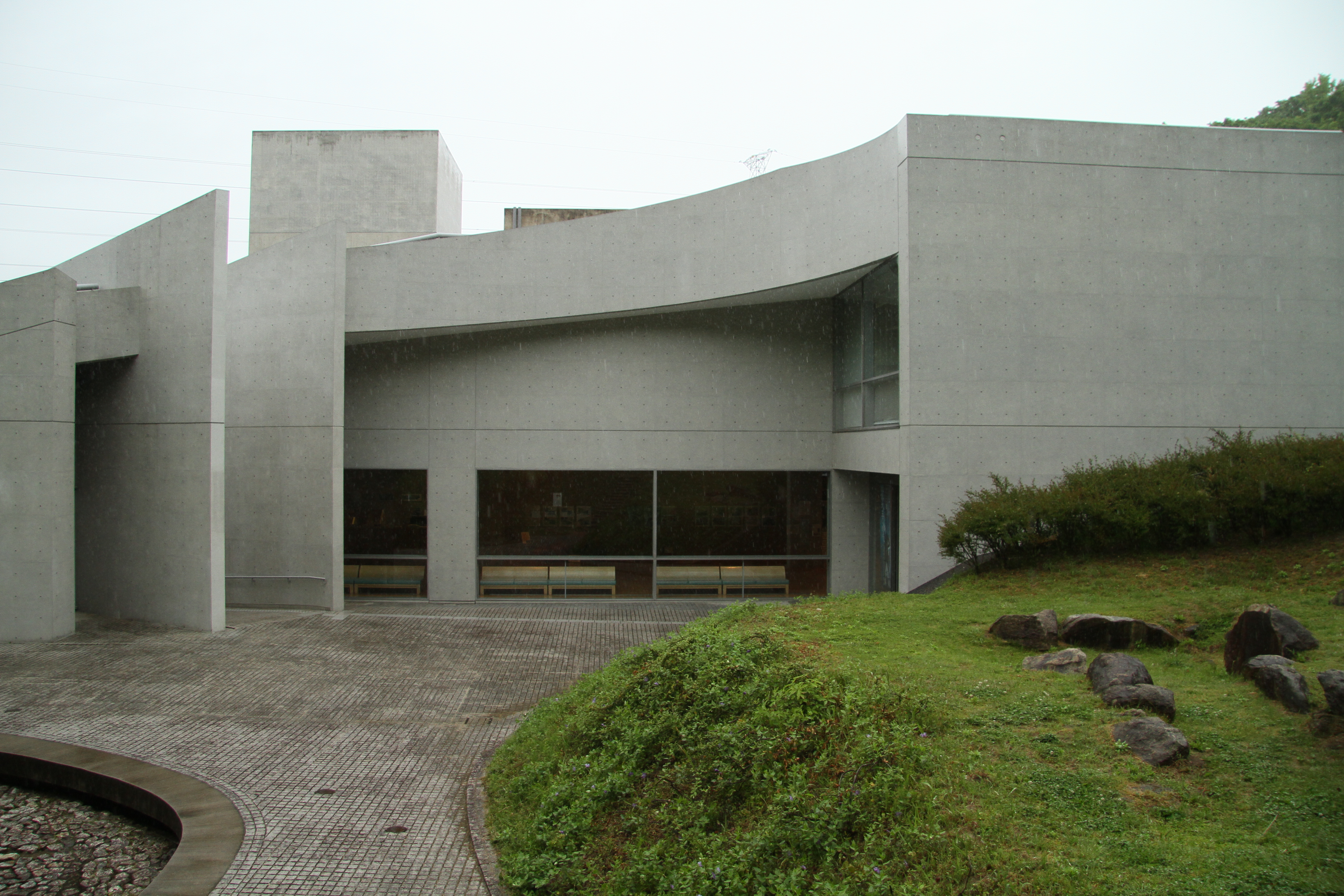
大阪府立近つ飛鳥博物館